# Szabadon bocsátó parancs
A Szabadon bocsátó parancs (eredeti címe The Order of Release, 1746) John Everett Millais brit festő 1852 során festett képe. A festményt, amely a Tate Britain londoni múzeum gyűjteményében található, az 1745-ös jakobita felkelés ihlette. Ezzel a képpel Millais némileg eltávolodott korai, igen részletes, jól kidolgozott (preraffaelita) stílusától.

## Téma, kompozíció
A kép az 1745-ös skóciai jakobita felkelés után elfogott skót katona feleségét ábrázolja, aki elérte férje szabadon bocsátását. A karjában gyermekét tartó asszony dacosan nyújtja át a szabadon bocsátást elrendelő parancsot börtönőrének, miközben átöleli férjét. A férj, aki a harcok során szerzett sebesüléstől és rabságától elgyengülve felesége nyakába borul és elérzényekül, míg az asszony szinte érzelmek nélkül néz szembe a foglárral, bár szeme kivörösödött a korábbi sírástól. A téma nem volt ismeretlen Millais-nek, hiszen korábbi képein is ábrázolt romantikus viszonyt nagy történelmi események sodrában – ilyen pl. A hugenotta című képe is.
A feleség alakját Millais korai támogatója, John Ruskin műgyűjtő feleségéről, Effie Gray-ről mintázta. A kép elkészítése során Millais és Effie egymásba szerettek, a kép elkészülte után nem sokkal Effie válókeresetet nyújtott be Ruskin ellen és válása után 1855-ben összeházasodtak. A kép Effie egyik legjobban sikerült portréja.
Míg Millais többi képére jellemző, hogy a nőket hagyományos szerepben, passzívnak, határozatlannak, döntésképtelennek, a sorsot elfogadónak ábrázolja, a Szabadon bocsátó parancs felrúgja a hagyományos rendet. Millais erőteljesnek, határozottnak, a szokásos női érzelmektől mentesen festi meg az asszonyt. A témát – szerelem és kötelesség – korábban is feldolgozta, de míg pl. A hugenotta képen a nő megpróbálja visszatartani, megóvni szeretőjét, itt éppen a szerelem (a feleség) avatkozik be és menti meg a kötelességét teljesítő férjet.
A sötét, szinte részletek nélküli háttér éles eltérést jelent Millais korábbi képeitől, az Izabella és az Ofélia gazdagon, élethű részletekkel megfestett háttereitől. Millais most tartózkodott attól, hogy a keretig megtöltse a kép hátterét szimbolikus alakokkal és tárgyakkal. Ehelyett arra koncentrált, hogy életet, hitelességet adjon az alakoknak és drámával töltse meg a képet. Kiemelkedik a chiaroscuro alkalmazása, a háttér jórészt sötét, egy-két ecsetvonástól eltekintve.
A kép stílusát tekintve emlékeztet Caravaggio alkotásaira, illetve a holland mesterek képeire – a sima, hibátlan bőr Rubens, a hihetetlenül realisztikus ruhák Vermeer, maga a kompozíció Rembrandt hatását idézik fel.
A kép középpontját az asszony adja, aki elfojtott, de világosan kivehető örömmel adja át a papírt, amit az őr akkurátusan megvizsgál. A férj már nem tudja visszafojtani érzelmeit és felesége vállára borul, akárcsak fia – most mindketten a nőre vannak rászorulva.
Mint Millais számos képén, a kezek itt is fontos szerepet játszanak. A kisfiú kezei lazák, tenyere nyitott, ahogy teljes bizalommal bújik anyjához. A férj egyik kezével átöleli feleségét és fiát, a sebesült kézzel felesége kezét keresi, így merítve erőt családjából. A feleség kezei pedig a kép cselekményét szimbolizálják: a bal kézzel tartja fiát és fogadja férjét, míg a jobbal adja át a papírt az őrnek, aki egyik kezével átveszi a papírt, míg a másikkal tartja a börtön kulcsait.
Millais korábban is festett állatokat képeire - még az Ofélia esetében később eltávolította a képről. Itt egy nagy skót juhász ugrik fel gazdájára, nem is titkolva örömét, bár tekintetét az asszonyra szegezi – ezzel is elárulva, ki az úr a háznál.
Millais annyira törekedett az élethűségre, hogy beszerzett egy igazi szabadon bocsátó parancsot és aprólékosan lemásolta. Olyannyira élethűre sikeredett ez, hogy a korabeli börtönparancsnok fia, egy bizonyos Turner ezredes felismerte apja aláírását a festményen ábrázolt dokumentumon, amikor megtekintette azt az Akadémia kiállításán.

## Fordítás
- Ez a szócikk részben vagy egészben  a   The Order of Release című angol Wikipédia-szócikk fordításán alapul.  Az eredeti cikk szerkesztőit annak laptörténete sorolja fel. Ez a jelzés csupán a megfogalmazás eredetét és a szerzői jogokat jelzi, nem szolgál a cikkben szereplő információk forrásmegjelöléseként.